# Sing Out!
Sing Out! ist eine vierteljährlich erscheinende US-amerikanische Zeitschrift für Folkmusik. Sie wird von der gleichnamigen gemeinnützigen Organisation herausgegeben. Folk wird in einem weiten Sinn interpretiert in dem z. B. Kinderlieder, Arbeiterlieder, Liedermacher, Americana, Blues, Bluegrass, Roots- und Weltmusik eingeschlossen sind.

## Bedeutung
Sing Out! erscheint seit 1950 und ist eine wichtige Quelle für Informationen über die Folk-Revival-Bewegung. Die selbstgestellte Aufgabe von Zeitschrift und Organisation ist es „die kulturelle Vielfalt traditioneller und zeitgenössischer Musik der Menschen zu fördern und zu bewahren, sowie das eigenständige Musizieren im alltäglichen Leben zu fördern“ (to preserve and support the cultural diversity and heritage of all traditional and contemporary folk musics, and to encourage making folk music a part of our everyday lives.).
In diesem Sinne informiert die Zeitschrift über musikalische Traditionen, einzelne Musiker oder Gruppen. Zudem erscheinen in jeder Ausgabe etwa 20 Lieder mit Text und Noten.